# Betta dimidiata
Betta dimidiata är en fiskart som beskrevs av Roberts, 1989. Betta dimidiata ingår i släktet Betta och familjen Osphronemidae. Inga underarter finns listade.

## Bildgalleri

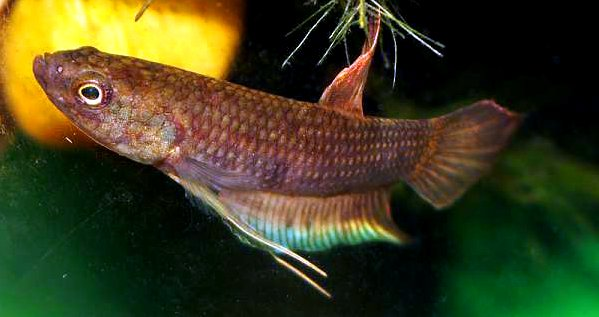